# Gianni Mongelli
Giovanni Battista Mongelli, detto Gianni (Foggia, 8 giugno 1957), è un politico italiano, sindaco di Foggia dal 26 giugno 2009 all'11 giugno 2014.

## Biografia
Si è laureato in ingegneria civile e dei trasporti presso l'Università degli Studi di Pisa ed è sposato con due figlie. È imprenditore edile, con la Edil Emme Costruzioni s.r.l. di Foggia. Ha svolto intensa vita associativa, nell'ambito della dell’Associazione degli Industriali e dell’Ance ed ha presieduto l’Accademia di Belle Arti di Foggia per dieci anni.
È progettista, direttore dei lavori, direttore tecnico di opere pubbliche; perito per istituti bancari; docente presso istituti tecnici e corsi di orientamento professionale. Si occupa di energia ed è iscritto all'Ordine degli ingegneri della provincia di Foggia. È stato presidente dell'antica Fiera di Foggia dall'ottobre 2005 fino all'elezione a Sindaco.

## Carriera
Nel 1980 fa parte del direttivo della sezione edili dell'Associazione degli industriali di Foggia.
Nel 1992 è presidente dei Giovani Industriali.
Nel 1993 è componente della giunta dell'Associazione degli Industriali di Foggia.
Nel 1994 è presidente dell'Accademia di Belle Arti di Foggia.
Nel 1995 entra nella giunta e nel direttivo di Confindustria Puglia.
Nel 2000 è alla guida regionale dell'ANCE, Associazione dei costruttori edili.
A luglio 2001 è presidente del Consorzio Capitanata Energia; si occupa di green economy, sostenibilità ambientale dello sviluppo, risparmio energetico e mercato dell'energia.
Nel 2002 è presidente degli industriali della Puglia.
Il 26 ottobre 2005 è eletto presidente dell'ente Fiera di Foggia.

### Sindaco di Foggia
Alle elezioni del 21 e 22 giugno 2009, al turno di ballottaggio, è eletto sindaco di Foggia per il Partito Democratico con il 53,37% dei consensi, grazie al sostegno di una coalizione di centro-sinistra, battendo Enrico Santaniello, candidato per il centro-destra. Fin dall'inizio del suo mandato ha indicato come principale priorità la riapertura del teatro Umberto Giordano, che però aprirà solo dopo pochi giorni dal termine del mandato, ovvero il 9 agosto 2014, e nominerà Michele Placido presidente direttivo del teatro stesso.
Il 17 luglio 2012 dà le dimissioni dalla carica di Sindaco di Foggia, per poi ritirarle pochi giorni dopo.
Dopo aver deciso di non ricandidarsi per un secondo mandato, conclude ufficialmente il proprio mandato l'11 giugno 2014, giorno in cui gli succede il neoeletto Franco Landella.